# Piece by Piece (film, 2024)
 (août 2024).
Si vous disposez d'ouvrages ou d'articles de référence ou si vous connaissez des sites web de qualité traitant du thème abordé ici, merci de compléter l'article en donnant les références utiles à sa vérifiabilité et en les liant à la section « Notes et références ».
Pour les articles homonymes, voir Piece by Piece.
Pour plus de détails, voir Fiche technique et Distribution.
Piece by Piece est un film musical d'animation américano-danois réalisé par Morgan Neville et sorti en 2024. Il est basé sur la vie et de la carrière du musicien américain Pharrell Williams qui joue, coproduit et contribue à la musique originale. Le long métrage est coproduit avec le groupe Lego dont il adopte l'esthétique.
C'est le cinquième long métrage Lego à sortir en salles et le premier distribué par Universal Pictures, nouveau détenteur des droits cinématographiques après Warner Bros. Il est présenté au festival du film de Telluride. 
Piece by Piece suit le voyage « dynamique » et « l'évolution » du musicien Pharrell Williams, durant lequel il croise entre autres Morgan Neville, Gwen Stefani, Kendrick Lamar, Timbaland, Justin Timberlake, Busta Rhymes, Jay-Z et Snoop Dogg. Ce film explore un procès d’imaginatif et de création de sa vague artistique de star-chanteur durant son enfance à Virginia Beach. 

## Synopsis
Le film commence avec Pharrell Williams discutant avec le documentariste Morgan Neville. Pharrell explique qu'il souhaite raconter son histoire sous forme de Lego, car sa vision du monde est comme celle d'un ensemble Lego, qui construit quelque chose à partir d'un autre matériau préexistant.
L’histoire de Pharrell commence à Virginia Beach, où il vivait dans les cités Atlantis avec ses parents, Pharaon et Carolyn. Il souffrait de synesthésie, ce qui lui faisait voir les couleurs de la musique. Pharrell était captivé par des artistes comme Stevie Wonder, ce qui a suscité sa passion pour la musique. Alors qu'il avait des difficultés scolaires à l'école, il s'est lié d'amitié avec Chad Hugo et a créé de la musique avec lui, aux côtés de futurs artistes comme Missy Elliott, Pusha T et Timbaland.
Pharrell, Chad et Shay Haley ont fini par travailler ensemble pour former The Neptunes. Ils se sont produits au spectacle de talents de leur école pour le célèbre producteur de disques Teddy Riley. Impressionné, Teddy a engagé les gars. Pharrell a aidé à trouver du travail pour Teddy, comme écrire son couplet sur la chanson « Rump Shaker » pour le groupe de Teddy Wreckx-n-Effect, mais travailler pour Teddy signifiait que Pharrell ne pouvait pas travailler sur sa propre musique.
Plus tard, Pharrell et Chad travailleront avec le rappeur N.O.R.E. sur son single à succès « Superthug », avant de travailler également avec Pusha T et son collègue rappeur Malice (avec leur duo Clipse) et plus tard Mystikal sur sa chanson « Shake Ya Ass ». Cela a attiré l'attention d'autres artistes majeurs comme Jay-Z, Busta Rhymes, Gwen Stefani et Justin Timberlake. Jay-Z décrit Pharrell comme un « petit frère » que les autres artistes de l'industrie voulaient surveiller car il ouvrait les portes à beaucoup d'entre eux.
Pharrell et Chad sont ensuite appelés à travailler avec Snoop Dogg, célèbre pour son image de gangsta rap. Après une séance autour du cannabis, les gars proposent « Drop It Like It's Hot ». Snoop note que c'était son premier single numéro un et qu'il sentait que Pharrell faisait ressortir un côté amusant de lui.
Pharrell a finalement tenté de devenir un artiste solo, en commençant par le single « Frontin' » qu'il a réalisé avec Jay-Z. Un producteur de disques note que cela aurait dû propulser Pharrell au statut de solo. Pharrell a persisté à essayer de construire sa marque, en s'étendant de la musique à d'autres débouchés, comme le skateboard ou la mode. Il a créé la marque Billionaire Boys Club et les chaussures Ice Cream. D’autres notent que Pharrell commençait à trop se disperser, lui enlevant l’étincelle qui le motivait habituellement.
Helen, l'épouse de Pharrell, donne une interview sur la façon dont ils se sont rencontrés. Elle s'est rendue à l'une de ses soirées et a remarqué qu'il était entouré d'autres femmes, mais il l'a remarquée et s'est approché d'elle, lui posant de nombreuses questions jusqu'à ce qu'Helen lui dise qu'elle avait un petit ami. Finalement, elle a rompu avec cet homme et a commencé à sortir avec Pharrell, mais il n'était pas aussi prêt à s'installer qu'elle. Finalement, Pharrell a finalement posé la question, et le reste appartient à l’histoire.
Alors qu'il était coincé dans une ornière créative, Pharrell a été chargé d'écrire la musique des films Moi, moche et méchant. Il passe du temps avec sa famille, en particulier son fils en bas âge, et s'en inspire pour créer "Happy". Il devient un succès retentissant dans le monde entier, avec des personnes de différents pays recréant le célèbre clip. L'interview de Pharrell avec Oprah où il commence à pleurer est recréée.
Pharrell est ému en parlant à Neville de la façon dont sa famille et ses amis ont contribué à son succès. Cependant, il évoque également la situation politique, notamment en ce qui concerne la brutalité policière contre les Afro-Américains. Pharrell a fourni le refrain de la chanson « Alright » de Kendrick Lamar, qui est devenue une expression populaire parmi des groupes comme le mouvement Black Lives Matter.
Alors que Pharrell et Neville arrivent à la conclusion du film, Pharrell partage une fois de plus sa vision de la vie et comment on peut prendre les choses et les construire pour devenir quelque chose de meilleur, un peu comme les Legos. Pharrell conclut ensuite avec un concert où il interprète sa nouvelle chanson « Piece by Piece ».

## Fiche technique
- Titre original : Piece by Piece
- Réalisation : Morgan Neville
- Musique : Michael Andrews, Pharrell Williams
- Montage : Paul Carrera, Oscar Vazquez, Aaron Wickenden, Jason Zeldes
- Production : Morgan Neville, Caitrin Rogers, Mimi Valdes, Joshua Wexler, Pharrell Williams
- Sociétés de production : Focus Features, Pure Imagination Studios, The LEGO Group, Tongal, Tremolo Productions, I Am Other
- Sociétés de distribution : Focus Features (États-Unis) ; Universal Pictures (International)
- Pays de production :  États-Unis /  Danemark
- Langue originale : anglais
- Format : couleur / noir et blanc - Digital — 2,35:1 — son Dolby Digital
- Genre : musical, animation
- Durée : 93 minutes
- Dates de sortie[1] :
  - États-Unis : 30 août 2024 (festival de Telluride)
  - États-Unis, Canada : 11 octobre 2024
  - France : 20 novembre 2024[2]

## Distribution

### Version originale anglaise
- Pharrell Williams : lui-même
- Morgan Neville : lui-même
- Chad Hugo : lui-même
- Gwen Stefani : elle-même
- Kendrick Lamar : lui-même
- Timbaland : lui-même
- Justin Timberlake : lui-même
- Busta Rhymes : lui-même
- Jay-Z : lui-même
- Snoop Dogg : lui-même
- Pusha T : lui-même
- Missy Elliott : elle-même
- Helen Lasichanh : elle-même
- Nigo : lui-même
- Teddy Riley : lui-même
- Daft Punk : eux-mêmes
- Tyler, The Creator : Le professeur de Pharrell (caméo, non crédité)

### Version française
- Baptiste Marc : Pharrell Williams
- Sylvain Agaësse : Morgan Neville
- Marc Arnaud : Chad Hugo
- Camille Donda : Gwen Stefani
- Jhos Lican : Kendrick Lamar
- Vincent Touré : Timbaland
- Alexis Tomassian : Justin Timberlake
- Asto Montcho : Busta Rhymes
- Jean-Michel Vaubien : Jay-Z
- Jean-Paul Pitolin : Snoop Dogg
- Juan Llorca : Pusha T
- Corinne Wellong : Missy Elliott
- Flora Kaprielian : Helen Lasichanh
- Raphaël Cohen : Teddy Riley

### Version québécoise
- Patrick Emmanuel Abellard : Pharrell Williams
- Anglesh Major : N.O.R.E
- Benoît Brière : Morgan Neville
- Éric Bruneau : Chad Hugo
- Laurence Dauphinais : Gwen Stefani
- Jean-François Beaupré : Rob Walker
- Nicolas Charbonneaux-Collombet : Justin Timberlake
- Fayolle Jean Jr : Busta Rhymes
- Antoine Durand : Jay-Z
- Frédérik Zacharek : Snoop Dogg
- Lyndz Dantiste : Pusha T
- Sarah Desjeunes : Helen Lasichanh
- François L'Écuyer : Teddy Riley

Studio de doublage : Cinélume | Direction de plateau : Louis-Philippe Dandenault | Adaptation : Thibaud de Courrèges
Source : doublage.qc.ca et le carton de doublage du film

## Production

### Développement
Le développement du film a duré environ cinq ans. À la suite du succès des chansons Happy et Get Lucky, l'agent de Williams l'encourage à concevoir une biographie « à sa manière ». Williams n'est pas intéressé par un biopic « traditionnel », mais souhaite plonger le public « dans un monde où les possibilités sont infinies ». Il approche Neville avec l'idée d'un film début 2019 et celui-ci accepte de l'aider à développer le projet. La grande majorité du travail se passe par téléphone et par Internet en raison de la pandémie de Covid. Du fait que c'est son premier film d'animation, Neville estime « incroyablement excitant » de pouvoir contrôler chaque aspect visuel du film, contrairement aux films d'action réelle qu'il avait réalisés dans le passé. Il explique que le support animé avait aidé à mieux « canaliser » Williams sur le récit. Neville et Williams ont « un certain nombre d'échanges » avec le groupe Lego sur la création de couleurs de cheveux et de peau plus inclusifs pour les Afro-Américains, les poussant à examiner de manière médico-légale différentes coiffures et traits du visage. Le film est conçu en collaboration avec Pure Imagination Studios et la « plateforme de créateurs » Tongal.
Le 6 juin 2024, il est révélé que Williams, Gwen Stefani, Kendrick Lamar, Timbaland, Justin Timberlake, Jay-Z, Snoop Dogg et Busta Rhymes faisaient partie du film. Dans une interview publiée ce jour-là dans Variety, Neville révèle que les Daft Punk apparaissaient également. 

### Musique
Pharrell Williams compose deux chansons originales pour le projet, décrivant la première comme « conçue pour une scène spécifique » et l'autre pour illustrer sa thèse  « que Dieu est le plus grand ». Figurent également des morceaux composés avec son partenaire créatif de longue date Chad Hugo et des collaborations avec d'autres artistes tels que les Daft Punk (Get Lucky) et Wreckx-n-Effect (Rump Shaker).

## Sortie
Piece by Piece sort aux États-Unis le 11 octobre 2024. 
Le projet est officiellement annoncé le 26 janvier 2024, en parallèle d'un autre biopic sur Pharell Williams en prises de vues réelles. Le 6 juin 2024, Focus Features dévoile la première bande-annonce du film, présentant Williams et Neville en version Lego dans une interview. Brendan Morrow écrit dans USA Today que « le projet ressemblent à un mélange unique de film d'animation et de documentaire ».
Williams indique que Lego sortirait des jouets en lien avec le film. 